# Litløya
Litløya (in norvegese piccola isola) è un'isola appartenente alla municipalità di Bø, nella contea di Nordland in Norvegia.

## Geografia
L'isola fa parte dell'arcipelago di Vesterålen e si trova a circa 6 chilometri (3,240 miglia nautiche) dal villaggio di Bø, collocato sulla costa dell'isola di Langøya.
L'isola ha una superficie di 0,67 chilometri quadrati ed il suo punto più alto (Litløytinden) raggiunge l'altitudine di 103 metri sul livello del mare.

## Storia
Fino alla seconda guerra mondiale l'isola era un vivace centro di pesca con un elevato numero di famiglie di pescatori residenti stagionali, dagli anni '50 è disabitata.
Sull'isola si trovano resti preistorici risalenti all'età della pietra e del ferro.

## Il faro
L'isola è conosciuta per suo faro Litløy fyr situato nella parte occidentale e che venne messo in funzione nel 1912, dal 2009 è stato rimpiazzato da un palo con luci a LED.